# کرمسمونستر ۶۴۵۷
سیارک ۶۴۵۷ (به انگلیسی: 6457 Kremsmunster، نامگذاری:1992RT) شش هزار و چهارصد و پنجاه و هفتمین سیارک کشف شده‌است که در ۲ سپتامبر ۱۹۹۲ کشف شد.
قدر مطلق سیارک برابر ۱۳٫۳۰ است.